# Schlacht bei Vaslui
Die Schlacht bei Vaslui, auch Schlacht von Podul Înalt (Hohe Brücke) genannt, wurde am 10. Januar 1475 zwischen Fürst Ștefan III. cel Mare der Moldau und dem osmanischen Beylerbey von Rumelien, Hadân Suleiman Pasha ausgetragen. Sie fand am Podul Înalt (Hohe Brücke), in der Nähe der Stadt Vaslui im Fürstentum Moldau, statt.

## Geschichte

### Hintergrund
Die Hohe Pforte hatte den Fürsten Stefan zu Tributzahlungen aufgefordert. Da der moldauische Herrscher diese Aufforderung ignorierte, sah man sich in Konstantinopel zum Handeln veranlasst.

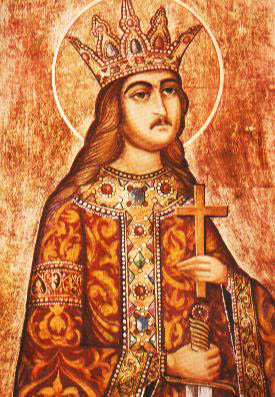
Fürst Stefan III., der Große

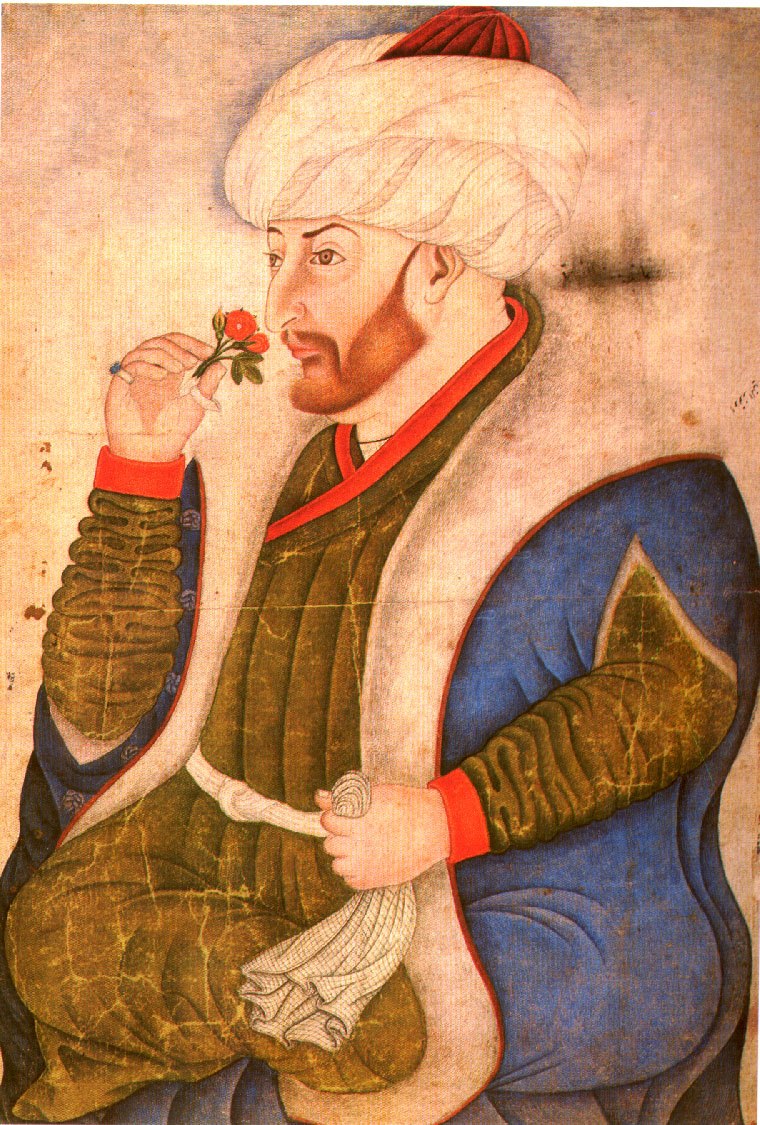
Sultan Mehmed II.

Radu cel Frumos (Radu der Schöne) hatte den gewählten walachischen Fürsten Basarab Laiotă 1473 mit Hilfe der Pforte vom Thron gestoßen. Daraufhin floh dieser in die Moldau. Im Dezember des Jahres erfolgte ein osmanischer Überfall im Süden der Moldau von der Walachei aus. Radu, türkischer Vasall, zog plündernd und brandschatzend mit einer Armee von 17.000 Türken und 12.000 Munteniern bis nach Bârlad. Mit Unterstützung von Stefan gelang es Laiotă im März 1474 seinen Thron erfolgreich wieder zu erobern, doch wurde er Monate später gezwungen, sich den Türken zu unterwerfen, was zu einer nicht erfolgreichen militärischen Aktion Stefans führte. Ziel des osmanischen Sultans Mehmed II. war, nach der Unterwerfung der Walachei auch die Moldau zum tributpflichtigen Vasallenstaat zu machen. In Erwartung eines solchen Planes stürzte Stefan mit Unterstützung transsylvanischer Kontingente den Laiota und setzte Basarab den Jüngeren auf den Thron, doch konnte dieser sich nicht halten.
Der Konflikt zwischen Stefan und Mehmed II. verschärfte sich, da beide ihre Ansprüche auf die südliche Region Bessarabiens (heute: Budschak) anmeldeten. Die Region hatte der Walachei gehört, geriet aber während der Regierung des Fürsten Petru I. unter moldauischen Einfluss und wurde im späten 14. Jahrhundert von Roman I. der Moldau annektiert. Unter Alexandru cel Bun, war das Gebiet ein integraler Bestandteil des Fürstentums Moldau und wurde erfolgreich im Jahr 1420 gegen den ersten osmanischen Versuch, die Festung Chilia einzunehmen verteidigt. Die Häfen von Chilia und Cetatea Albă waren für den moldauischen Handel von größter Bedeutung, führte doch die alte Handelsstraße von Caffa über Cetatea Albă und Chilia und ging dann durch Suceava nach Lemberg in Polen (heute in der Ukraine).

Schlacht bei Vaslui, Kampfordnung

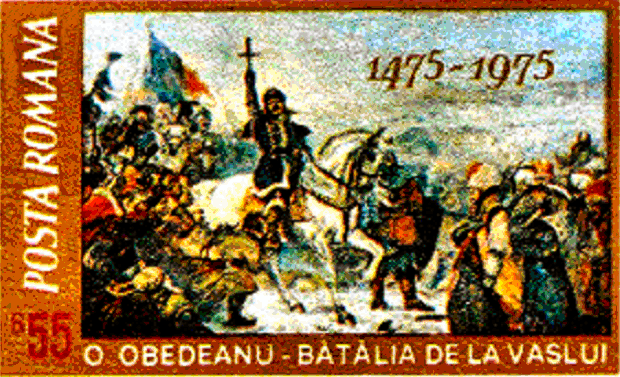
Schlacht von Vaslui

In Erwartung einer türkischen Invasion wandte sich Stefan mit Hilfegesuchen an den polnischen Herrscher Kasimir II. und den ungarischen König Matthias Corvinus, der die Unabhängigkeit des Fürstentums Moldau nach der Schlacht von Baia anerkannt hatte. Aus seinem Lager in Vaslui sandte der Herrscher auch einen Brief an Papst Sixtus IV., mit der Bitte, andere Fürsten aufzufordern, sich „gegen die Osmanen und ihre schreckliche Macht“ vorzubereiten, „die Moldau sei vollständig bereit mit ihrer ganzen Seele und mit all der Stärke, die ihr Gott gegeben hatte, für das Christentum zu kämpfen mit all ihrer Kraft“. Der Papst fand zwar lobende Worte, doch handelte er nicht, war doch Stefan kein Katholik, sondern orthodoxer Christ. Matthias und Kasimir schickten ihm zur Unterstützung nur wenige Soldaten und unterstützten ihn finanziell überhaupt nicht. Matthias sandte 5.000 Székler und Ungarn, Kasimir lediglich 2.000 Polen.

### Vorbereitungen
Stefan wusste um die erdrückende osmanische Truppenstärke von knapp 120.000 Mann zu Fuß (Türken, Tataren und 17.000 Muntenier) und 30.000 Kavalleristen unter Führung des Hadân Suleiman Pascha, gegenüber seinen etwa 40.000 schlecht gerüsteten moldauischen Kämpfern, viele darunter Bauern, die direkt von der Feldarbeit rekrutiert worden waren, sowie rund 7.000 Székelern und Ungarn und 2.000 Polen unter der Führung von Michael Buczacki. Er beschloss deshalb, dem türkischen Heer an einem von ihm gewählten Ort und Zeitpunkt entgegenzutreten und wählte den Platz, an dem die Flüsse Racova und Vaslui (auch: Vasluieț) in den Bârlad münden, ein sumpfiges, häufig von Nebel durchzogenes Terrain, auf dem sich eine so große Armee wie die osmanische nicht richtig entfalten konnte.
Die aus Albanien abgezogenen osmanischen Truppen lagerten noch zwei Wochen in der Walachei, bevor sie sich auf den Marsch machten. Stefan ließ in der Umgebung des erwarteten Weges alle Bewohner mit Hab und Gut und sämtlichen Tieren evakuieren und sogar die Häuser anzünden. Das gelagerte Getreide wurde in präparierten Gruben versteckt. Auch befahl er, die Brunnen und stehenden Gewässer zu vergiften. So fanden die Feinde keinen angenehmen Unterschlupf für die Nächte, auch litten sie an Nahrungs- und Wassermangel. Infolgedessen erreichte die gegnerische Armee den Kampfplatz bereits übermüdet und geschwächt.

### Verlauf
Am Tag der Schlacht herrschte dichter Nebel, so dass die türkischen Späher die Vorbereitungen des moldauischen Heeres nicht ausspionieren konnten; auch war es durch einen Wärmeeinbruch extrem schlammig geworden.
Gemäß dem türkischen Chronisten Kemal Pascha zâde stoppte der Fürst den Vormarsch der türkischen Armee durch Beschuss aus Kanonen, Bombarden und mit Pfeilen. Aus dem von dichten Wäldern umgebenen Tal gelang es den Türken wegen der Bäume und des schlammigen Bodens nicht, die moldauischen Streitkräfte zu umzingeln. So entstand ein Abnutzungsgefecht, bei dem die Moldauer die besseren Positionen innehatten. Stefan, der zuerst von einem etwas gesicherten Platz aus die Operation persönlich leitete, ließ die Türken einkesseln und griff sie anschließend von hinten und von den Flanken aus an.
Trotzdem sollte nochmals Gefahr aufkommen. Der albanische Armeeführer Mihaloglu Ali-Bei bildete einen Haufen, bestehend aus Elitejanitscharen, und stürmte auf die Moldauer zu. Nachdem die ersten Reihen der Moldauer niedergemetzelt worden waren, warf sich Stefan zur Ermutigung seiner Leute ins Schlachtgetümmel und es gelang, die Feinde zum Rückzug zu zwingen. Danach ließ er die im Wald auf dem ihm nächsten Hügel versteckten Bauern mit allerlei Gerät großen Lärm erzeugen, was die Feinde zu der Annahme verleitete, von der linken Flanke her angegriffen zu werden. Nachdem sie sich regruppiert und zur Abwehr organisiert hatten, fiel Stefan mit dem Gros seiner Armee vom Fluss Bârlad kommend den Türken in den Rücken und versperrte diesen jegliche Fluchtmöglichkeit und die Osmanen begannen planlos zu fliehen. Viele ertranken auf ihrer Flucht im Sereth, die anderen wurden bis zur Donau in der Dobrudscha hin verfolgt und getötet.
Nach venezianischen und polnischen Aufzeichnungen belief sich die Zahl der Verluste auf osmanischer Seite auf weit über 40.000 Soldaten. Es wurden vier Paschas getötet und mehr als hundert Kampfstandarten erobert.

### Epilog

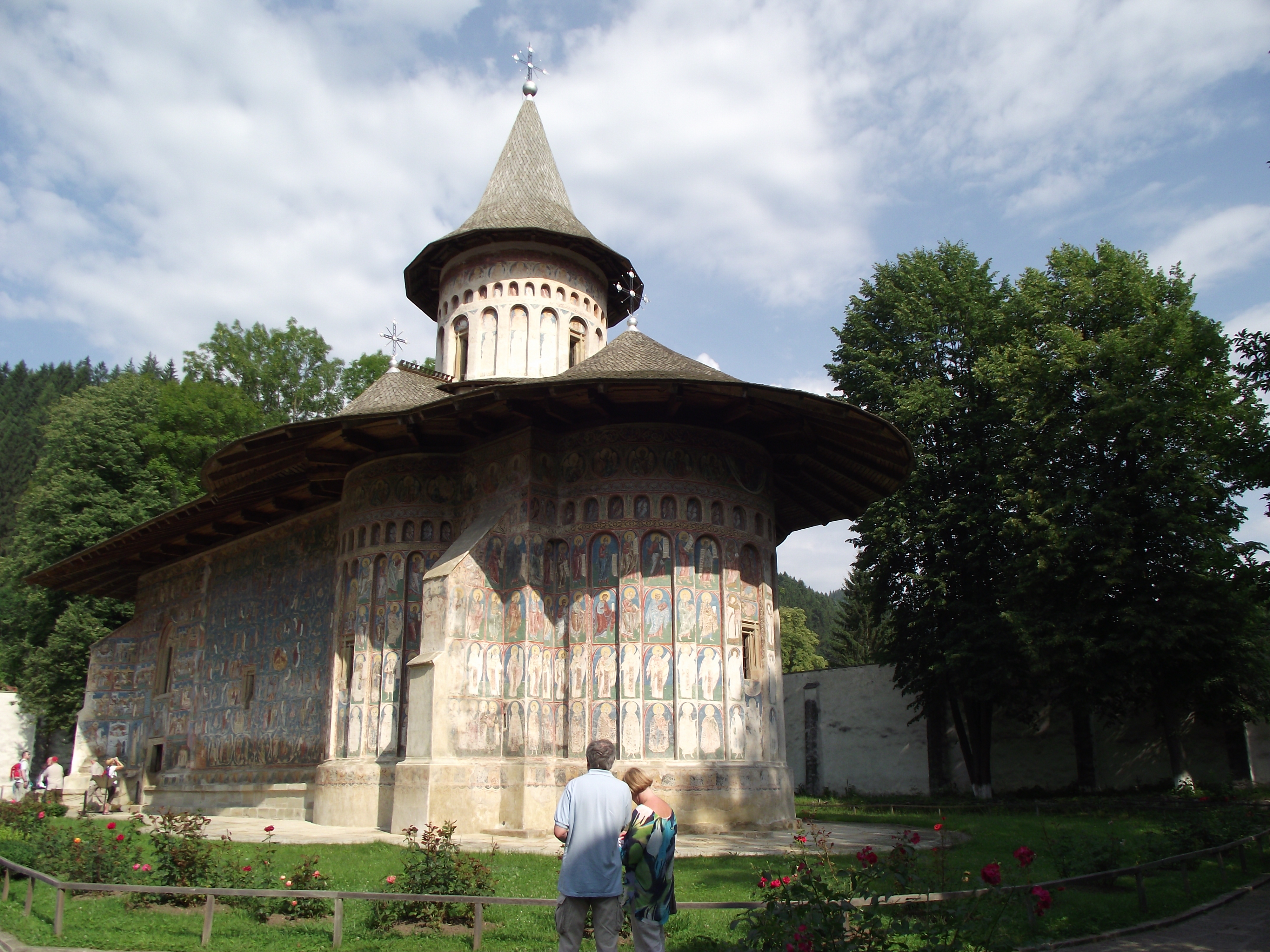
Kloster Voroneț

Die osmanische Niederlage wurde als „die größte jemals durch das Kreuz gegen den Islam festgestellte“ bezeichnet. Nach der Schlacht von Vaslui bemerkte Mara Branković, dass die Schlacht eine der größten Niederlagen für das bis dahin scheinbar unbesiegbare Osmanische Reich gewesen war.
Laut dem polnischen Chronisten Jan Długosz feierte Stefan seinen Sieg nicht, sondern fastete vierzig Tage bei Wasser und Brot und verbot jedermann, ihm den Sieg zuzuschreiben, vielmehr bestand er darauf, dieser sei von Gott gegeben.
Stefan machte nach dem Sieg dem polnischen und ungarischen Herrscher sowie dem Papst Geschenke in Form von Teilen der reichen Beute und Gefangenen, bat aber gleichzeitig um militärische und finanzielle Hilfe. Dieser Wunsch wurde abgelehnt. Immerhin wurde der Fürst mit dem Titel „Athleta Christi“ durch Papst Sixtus IV. geehrt, der ihn als „Verus christiane fidei athleta“ (der wahre Verteidiger des christlichen Glaubens) bezeichnete.
Zwischen Mai und September 1488 ließ Stefan das Kloster Voroneț erbauen, um des Sieges bei Vaslui zu gedenken.